# Hope in Hell
Hope in Hell es un álbum de estudio de la banda de heavy metal canadiense Anvil, publicado en 2013 y producido por Bob Marlette.

## Lista de canciones
Todas las canciones escritas y compuestas por Robb Reiner and Lips. 
| N.º | Título                   | Duración |  |
| 1.  | «Hope in Hell»           | 4:43     |  |
| 2.  | «Eat Your Words»         | 3:41     |  |
| 3.  | «Through with You»       | 4:48     |  |
| 4.  | «The Fight Is Never Won» | 4:28     |  |
| 5.  | «Pay the Toll»           | 2:48     |  |
| 6.  | «Flying»                 | 4:50     |  |
| 7.  | «Call of Duty»           | 3:53     |  |
| 8.  | «Badass Rock 'n' Roll»   | 4:35     |  |
| 9.  | «Time Shows No Mercy»    | 4:35     |  |
| 10. | «Mankind Machine»        | 4:13     |  |
| 11. | «Shut the Fuck Up»       | 3:38     |  |

## Créditos
- Steve "Lips" Kudlow – voz, guitarra
- Sal Italiano – bajo
- Robb Reiner – batería